# Erik Reinhold Adelswärd
Erik Reinhold Adelswärd, född 18 januari 1778 i Sankt Olofs församling, Östergötlands län, död 22 januari 1840 i Klara församling, Stockholm, var en svensk greve, militär, hovman, ämbetsman och politiker.
Erik Reinhold Adelswärd föddes som son till friherre Erik Göran Adelswärd och hans hustru Eva Helena von Fersen. Adelswärd blev fänrik vid livgardet 1782, hovstallmästare 1802 och fick majors avsked 1808. 1817 utnämndes han till överstekammarjunkare, och 1823 till chef för prins Oskars hov. Adelswärd deltog i riksdagarna 1809–1834, blev ordförande i bankoutskottet 1823, och intog där en självständig hållning, blev president i statskontoret 1825 och slutligen statsråd 1829. Han utsågs även till ordförande och direktör för Kungliga institutet för döfstumma och blinda på Manilla vid Djurgården i Stockholm, ett uppdrag han innehade fram till sin död.